# Walter von Loë

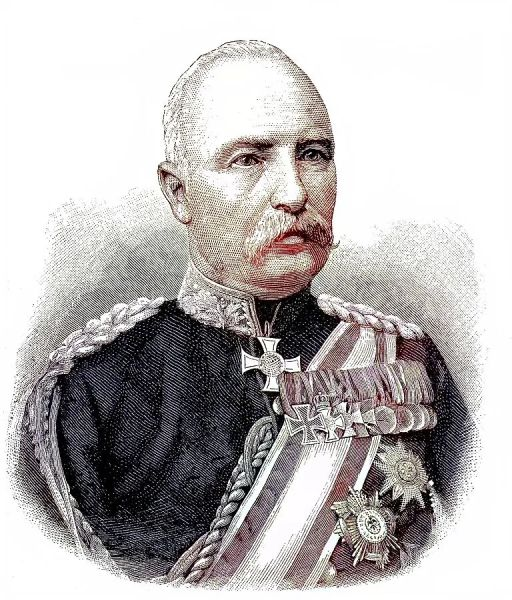
Walter von Loë

Friedrich Karl Walther Degenhard Freiherr von Loë (* 9. September 1828 auf Schloss Allner in Hennef (Sieg); † 6. Juli 1908 in Bonn) war ein preußischer Generalfeldmarschall sowie Generaladjutant des Königs von Preußen und Deutschen Kaisers.

## Leben
Walther entstammte dem alten, katholischen, reichsfreiherrlichen, westfälischen Adelsgeschlecht derer von Loë. Sein Vater war Maximilian von Loë (1801–1850), preußischer Kammerherr und Landrat des Siegkreises, seine Mutter Helene, geborene Gräfin von Hatzfeldt-Schönstein (1801–1838).

### Militärkarriere
In seiner Jugend besuchte Loë die Ritterakademie in Bedburg, die mit der Hilfe seines Vaters gegründet worden war. 1845 hatte Loë als Einjährig-Freiwilliger bei den 5. Ulanen in Düsseldorf seine Dienstzeit abgeleistet und konnte in die Reserve übergehen. Nachdem er sein Abitur in Bedburg gemacht hatte, studierte er 1846/48 an der Bonner Universität Rechtswissenschaften. 1847 schloss er sich wie etwa Friedrich Karl von Preußen und Wilhelm von Rauchhaupt dem Corps Borussia Bonn an. Sein Studium wurde durch die Kriegswirren unterbrochen.
Im März 1848 trat er als Sekondeleutnant in das 2. Dragoner-Regiment der Schleswig-Holsteinischen Armee ein, wo er im Rahmen der Schleswig-Holsteinischen Erhebung an Gefechten bei Schleswig, Düppel und Hadersleben teilnahm. Am 12. September 1848 nahm er seinen Abschied aus holsteinischen Diensten.
Mitte Januar 1849 wurde Loë im 3. Husarenregiment der Preußischen Armee angestellt und nahm 1849 zunächst an der Niederschlagung des Dresdner Maiaufstandes und dann im Zuge des Feldzugs in Baden zur Unterdrückung der Aufständischen an den Gefechten in Ladenburg, Ubstadt, Steinmauern und Kuppenheim teil. Hier lernte er den Prinzen von Preußen, den späteren Kaiser Wilhelm I. kennen, dem er zeitlebens verbunden blieb.
Für ein Jahr erfolgte 1850 seine Kommandierung an die preußische Gesandtschaft nach Paris. Hier konnte er aus nächster Nähe den Staatsstreich Louis-Napoléon Bonaparte erleben. Nach seiner Rückkehr aus Frankreich wurde Loë 1853 Adjutant der Militärreitschule Schwedt sowie am 22. Februar 1855 Adjutant der 2. Division. Von diesem Kommando wurde er am 18. September 1855 entbunden und absolvierte im Anschluss bis 30. September 1857 die Allgemeine Kriegsschule in Berlin. Zwischenzeitlich rückte er am 5. September 1857 zum Premierleutnant auf. Als solcher wurde Loë dann am 9. Januar 1858 als Adjutant zum Generalgouvernement der Rheinprovinz und Westfalen kommandiert. Mit der Verlegung des Dienstsitzes des Prinzregenten nach Berlin wurde er dem 7. Husarenregiment als Rittmeister aggregiert und zum persönlichen Adjutant Wilhelms berufen.
Am 18. Oktober 1858 wurde Loë Major und am 7. Januar 1861 Flügeladjutant des Königs Wilhelm I. 1862 begleitete er Prinz Albrecht, den Bruder Wilhelms, zum Feldzug in Kaukasien. Nach seiner Rückkehr 1863 wurde er als Militärattaché nach Paris delegiert, von wo aus er 1864 nach Algerien ging, um an den Kämpfen gegen die Kabylen teilzunehmen. Weitere Schritte seiner militärischen Karriere waren die Beförderung zum Oberstleutnant und die Versetzung in das Große Hauptquartier am 8. Juni 1866. In dieser Funktion nahm Loë im selben Jahr während des Krieges gegen Österreich an der Schlacht bei Königgrätz teil.
Am 5. März 1867 wurde Loë Kommandeur des Königs-Husaren-Regiments (1. Rheinisches) Nr. 7 in Bonn und als solcher am 22. März 1868 zum Oberst befördert. Dieses Regiment führte er 1870/71 während Krieges gegen Frankreich in den Schlachten bei Gravelotte, Amiens, an der Hallue, bei Bapaume und Saint-Quentin sowie der Belagerung von Metz. Ausgezeichnet mit beiden Klassen des Eisernen Kreuzes ernannte man Loë nach dem Friedensschluss am 23. Mai 1871 zum Kommandeur der 21. Kavallerie-Brigade.
Am 31. März 1872 kam er in gleicher Eigenschaft zur 3. Garde-Kavallerie-Brigade. Nach der Beförderung am 22. März 1873 zum Generalmajor und der Ernennung zum General à la suite Seiner Majestät am 19. August 1876, wurde er am 13. Mai 1879 Kommandeur der 5. Division und dann im Juni 1879 Generalleutnant. Am 18. September 1880 übernahm er die Funktion des Generaladjutanten unter Belassung in seiner Stellung als Divisionskommandeur. Am 12. Januar 1884 beauftragte man ihn zunächst mit der Führung des VIII. Armee-Korps und ernannte ihn am 22. April 1884 zum Kommandierenden General. Am 18. April 1886 folgte seine Beförderung zum General der Kavallerie. Nachdem er im Februar 1893 mit einem diplomatischen Auftrag an Papst Leo XIII. betraut gewesen war, wurde er am 8. September zum Generaloberst der Kavallerie mit dem Rang als Generalfeldmarschall und am 10. Januar 1895 zum Oberbefehlshaber in den Marken und Gouverneur von Berlin ernannt.
Loë nahm am 28. April 1897 auf eigenen Wunsch seinen Abschied, da er schwer erkrankt war. Er blieb allerdings in seiner Stellung als Generaladjutant. 1900 wurde Loë erneut auf eine diplomatische Mission entsandt. Mit seiner Berufung auf Lebenszeit in das Preußische Herrenhaus sprach der König dem Freiherrn sein besonderes Vertrauen aus.
Loë wurde am 1. Januar 1905 zum Generalfeldmarschall ernannt. Im April 1907 feierte Loë sein 60-jähriges Militärjubiläum in Bonn. Dazu überbrachten viele große Persönlichkeiten ihre Glückwünsche, unter anderem der Kaiser, Prinz und Prinzessin Schaumburg-Lippe, die Kommandierenden Generäle von Deines und Plötz, die Regimentskommandeure des VIII. Armee-Korps, der Oberbürgermeister und viele ehemalige höhere Offiziere.
Er starb am 6. Juli 1908 gegen 23 Uhr in Bonn, an den Folgen eines Lungenkatarrhs.

### Politische Haltung und Rolle
Loë war, abgesehen von Angehörigen regierender fürstlicher Häuser, der einzige Katholik, der in der Preußischen Armee während des Kaiserreichs den Rang eines Generalfeldmarschalls sowie die Dienststellung eines königlichen Generaladjutanten erreichte. Dies sowie seine weitläufige Verwandtschaft mit dem Haus Hatzfeldt-Trachenberg, brachte ihn seit den siebziger Jahren, insbesondere während des Kulturkampfs, in Gegensatz zur Politik des Reichskanzlers Fürst Bismarck, der unter anderem deshalb in der Affäre um die Heirat seines Sohnes Herbert mit Loës Schwägerin, der Fürstin Carolath-Beuthen, im Jahre 1881 eine schroff ablehnende Position einnahm.
Trotz seines katholischen Glaubens war Loë aber ein entschiedener Befürworter des Duells unter Offizieren, was seine Loyalität gegenüber den orthodoxen Konventionen protestantischer preußischer Offiziere besonders unterstrich – zumal in einer Zeit, in der preußische Offiziere katholischen Glaubens immer wieder in Autoritätskonflikte gerieten, wenn sie es ablehnten, sich wegen Ehrenhändeln zu duellieren.

### Familie
Loë heiratete am 24. Mai 1859 Franziska, verwitwete von Nimptsch, geborene Gräfin von Hatzfeldt zu Trachenberg (1833–1922). Aus dieser Ehe gingen drei Kinder, Helene sowie die Zwillinge Margarethe und Hubert hervor. Außerdem brachte Franziska aus ihrer ersten Ehe mit Paul Eugen von Nimptsch (* 23. März 1823 in Franzdorf; † 10. Januar 1858 in Jäschkowitz) drei Kinder, Hermann, Guido und Maria Magdalene, mit. Seine Schwägerin war Elisabeth Fürstin zu Carolath-Beuthen, seine Stiefschwägerin Marie von Schleinitz. Sein Bruder war der Reichstagsabgeordnete Otto von Loë.

## Ehrungen
1897 wurde Loë Ehrenbürger von Bonn. Am 8. Juli 1908 wurde Loë von der Rheinischen Friedrich-Wilhelms-Universität zum Doctor honoris causa ernannt. Für seine Verdienste erhielt er außerdem zahlreiche Orden und Ehrenzeichen. Dazu zählen u. a.
- Russischer Orden der Heiligen Anna II. Klasse am 21. Dezember 1862
- Großoffizier der Ehrenlegion
- Großkreuz des Roten Adlerordens am 17. März 1888
- Verdienstorden der Preußischen Krone
- Schwarzer Adlerorden am 20. September 1890
- Kreuz und Stern der Großkomture des Königlichen Hausordens von Hohenzollern mit Schwertern am Ringe sowie der Jubiläumszahl 50 am 7. April 1897
- Hausorden der Treue am 14. April 1897

In Bonn ist in der Südstadt eine Straße nach Walter von Loë benannt: Die Loestraße zwischen Bonner Talweg und Prinz-Albert-Straße.

## Zeitungsartikel
Loë wurde in zahlreichen Zeitungsartikeln gewürdigt, so zum Beispiel in folgenden Zeitungen:
- Deutsche Reichszeitung vom 8., 11. und 14. Juli 1908
- Bonner Zeitung vom 8. und 10. Juli 1908
- Bonner General-Anzeiger vom 8. und 11. Juli 1908
- Kölnische Zeitung vom 7. Juli 1908

## Archiv
- Gräflich von Loë´sche Archiv, Nachlass Walther Freiherr von Loë